# Humilladero
Humilladero és un municipi d'Andalusia, a la província de Màlaga. Per carretera està situat a 67 km de Màlaga i a 521 km de Madrid. Se situa en la zona nord de la comarca d'Antequera, es troba a 18 km d'Antequera.

## Alcaldes
1979-1983:
- José Rodríguez Navarro - PCE-PCA
- Juan F. Gutiérrez Vilchez - PCE-PCA

1983-1987:
- Juan F. Gutiérrez Vilchez - IULV-CA

1987-1991:
- Juan F. Gutiérrez Vilchez - IULV-CA

1991-1995:
- Juan F. Gutiérrez Vilchez - IULV-CA

1995-1999:
- Juan F. Gutiérrez Vilchez - IULV-CA
- Félix Doblas Sanzo - IULV-CA

1999-2003:
- Félix Doblas Sanzo - IULV-CA

2003-2007:
- Félix Doblas Sanzo - IULV-CA